# 하노이 지하철 2A호선
하노이 지하철 2A호선은 베트남 하노이 운행하는 도시 철도이다. 2021년 11월 6일에 개통했으며, 이 노선은 베트남의 첫 도시 철도 노선이다. 전 구간이 지상 고가 철로 위에 있다. 노선색은 밝은 녹색이다.

## 특징
- 노선거리(영업구간): 13.1 km
- 표준궤도간격: 1,435mm
- 역수: 12개 역
- 복선구간: 전 노선
- 전기구간: 전 노선(직류 750V, 제3궤조 방식)
- 주행방향: 우측통행

## 역 목록
| 역 번호 | 역명        | 베트남어 역명 | 한자 역명 | 접속 노선         | 소재지 | 소재지     |
| ------- | ----------- | ------------- | --------- | ----------------- | ------ | ---------- |
| C1      | 깟린역      | Cát Linh      | 吉靈      | 3 3호선 (공사 중) | 하노이 | 동다군     |
| C2      | 라타인역    | La Thành      | 羅城      |                   | 하노이 | 동다군     |
| C3      | 타이하역    | Thái Hà       | 泰河      |                   | 하노이 | 동다군     |
| C4      | 랑역        | Láng          | 廊        |                   | 하노이 | 동다군     |
| C5      | 투엉딘역    | Thượng Đình   | 上亭      |                   | 하노이 | 타인쑤언군 |
| C6      | 제3순환로역 | Vành đai 3    | 栐帶 3    |                   | 하노이 | 타인쑤언군 |
| C7      | 풍코앙역    | Phùng Khoang  | 馮珖      |                   | 하노이 | 하동군     |
| C8      | 반꽌역      | Văn Quán      | 文館      |                   | 하노이 | 하동군     |
| C9      | 하동역      | Hà Đông       | 河東      |                   | 하노이 | 하동군     |
| C10     | 라케역      | La Khê        | 羅溪      |                   | 하노이 | 하동군     |
| C11     | 반케역      | Văn Khê       | 文溪      |                   | 하노이 | 하동군     |
| C12     | 옌응이어역  | Yên Nghĩa     | 安義      |                   | 하노이 | 하동군     |

## 같이 보기
- 하노이 지하철